# Pekker István
Pekker István (Budapest, 1958. október 13. –) labdarúgó, csatár.

## Pályafutása
1977 és 1983 között az MTK-VM labdarúgója volt és tagja volt az 1977–78-as bronzérmes csapatnak. Az élvonalban 59 bajnoki mérkőzésen szerepelt és 10 gólt szerzett. 1983 nyarán a Baja játékosa lett. 1985-ben a Ganz-MÁVAG-ba igazolt. 1987 áprilisában a BVSC szerződtette.

## Sikerei, díjai
- Magyar bajnokság
  - 3.: 1977–78